# Гёр, Александр
Александр Гёр (англ.  Alexander Goehr; 10 августа 1932, Берлин — 26 августа 2024) — британский композитор и педагог, один из крупнейших британских музыкантов второй половины XX в.

## Биография
Родился в Берлине в еврейской семье: сын классической пианистки Лелии Гёр и дирижёра, композитора Вальтера Гёра (ученика Кшенека и Шёнберга), эмигрировавшего в Великобританию после прихода Гитлера к власти. Родительский дом был всегда полон музыкантов, среди которых выделялись Матьяш Шейбер и Майкл Типпет. Изучал античную классику в Оксфорде, затем композицию в Манчестерском королевском музыкальном колледже под руководством Ричарда Холла.
Подружился с П. М. Дэвисом, Харрисоном Бёртуистлом, Джоном Огдоном, заинтересовался средневековой музыкой. После премьерного британского исполнения симфонии Турангалила, которой дирижировал его отец, Александр отправился в Париж, где в 1955—1956 годах посещал мастер-класс Мессиана. Сблизился с Булезом, познакомился с сериализмом, однако вскоре охладел к этому направлению. Развивал находки Веберна и Прокофьева, изучал эстетические труды Эйзенштейна.
Умер 26 августа 2024 года в возрасте 92 лет.
Был трижды женат. Имел трёх сыновей. Дочь — американский музыковед и философ Лидия Гёр.

## Избранные произведения
- 1951: Songs of Babel (на стихи Байрона)
- 1952: Sonata for piano Op. 2
- 1954: Fantasias for clarinet and piano Op. 3
- 1956—1957: String Quartet No. 1
- 1957: Capriccio for piano, op.6
- 1957—1958: The Deluge, op. 7
- 1959: Variations for flute and piano, op.8,
- 1959: Four Songs from the Japanese, op.9 (на тексты Лафкадио Хирна)
- 1959—1961: Hecuba’s Lament, op.12
- 1961: Suite, op.11
- 1961—1962: Violin Concerto, op.13
- 1962: Two Choruses, op.14
- 1963: Virtutes, a cycle of nine songs and melodramas
- 1963: Little Symphony, op.15
- 1963: Little Music for Strings, op.16
- 1964, Five Poems and an Epigram of William Blake, op.17
- 1964: Three Pieces for Piano, op.18,
- 1965: Pastorals, op.19
- 1966: Piano Trio, op.20
- 1966: Arden muss sterben, Op. 21 (опера, либретто Эриха Фрида)
- 1966—1967: Warngedichte for Mezzo and piano, Op. 22
- 1967:String Quartet No. 2, op.23
- 1968: Romanza for cello and orchestra, op.24
- 1969, Konzertstück, op.26,
- 1969: Symphony in One Movement, op.29
- 1970: Shadowplay, op.30
- 1970: Concerto for Eleven, op.32
- 1971: Sonata about Jerusalem, op.31
- 1972: Piano Concerto, op.33
- 1973—1974: Chaconne for Wind, op.34
- 1976: String Quartet No. 3, op.37
- 1977: Romanza on the Notes of Psalm IV, op.38c
- 1979: Sinfonia, op.42
- 1981: Deux Etudes, op. 43
- 1985: Behold the Sun, op.45 (опера)
- 1985: Two Imitations of Baudelaire, op.47 (на стихи Роберта Лоуэлла)
- 1986: Symphony with Chaconne, op.48
- 1988: Eve Dreams in Paradise, op.49 (на стихи Мильтона)
- 1990: Sing Ariel, op.51,
- 1990: String Quartet No. 4, op.52
- 1992: The Death of Moses op.53 (кантата)
- 1992: Colossos or Panic for orchestra op.55
- 1993: The mouse metamorphosed into a maid for unaccompanied voice, op. 54 (на стихи Марианны Мур)
- 1995: Arianna, op. 58 (опера)
- 1996: Quintet «Five objects Darkly», op.62
- 1997: Idées Fixes for ensemble op.63
- 1997: Sur terre, en l’air, op.64
- 1998: In memoriam Olivier Messiaen, op.65
- 1997—1998: Kantan and Damask Drum, Op.67 (японская опера)
- 2000: Piano Quintet, op. 69,
- 2000: Suite op.70
- 2002: …around Stravinsky, op.72
- 2002: Symmetry Disorders Reach for piano, op. 73
- 2003: Marching to Carcassonne, op.74
- 2003: Adagio (Autoporträt), op.75
- 2004: Dark Days, op.76
- 2005: Fantasie, op.77
- 2006: Broken Lute, op.78
- 2008: Since Brass, nor Stone…fantasy for string quartet and percussion op. 80
- 2008: manere, duo for clarinet and violin;op. 81
- 2008: Overture for ensemble, op. 82
- 2008—2009: Promised End, opera in twenty-four preludes to words from Shakespeare’s King Lear, op. 83 (опера)
- 2009: Broken Psalm for mixed choir (SATB) and organ, op. 84
- 2010: Turmmusik for two clarinets, brass and strings with baritone solo, op. 85

## Педагогическая деятельность
Преподавал в Лидсе (1971—1976) и Кембридже (1976—1999), среди его учеников композиторы Томас Адес, Джордж Бенджамин, Чэнь И, Робин Холлоуэй, Сильвина Мильстейн, Е Сяоян, Франческо Чиллуффо, музыковед Николас Кук и многие другие.

## Труды о музыке
- Musical Ideas and Ideas about Music (London, 1978).
- Finding the Key: Selected Writings of Alexander Goehr/Ed. by D. Puffett (London: Faber and Faber, 1998).

## Признание
Почётный член Американской академии искусства и литературы.